# Хотан (округ)
Округ Хотан или Хэтянь (кит. упр. 和田地区, пиньинь Hétián dìqū, уйг. خوتەن ۋىلايىتى‎, Хотән вилайәти) — округ в Синьцзян-Уйгурском автономном районе КНР. Власти округа размещаются в городском уезде Хотан.

## География
Округ располагается в юго-западной части Синьцзян-Уйгурского автономного района. Значительная часть территории округа является землями, которые оспаривают между собой Китай и Индия. Округ примыкает к границам Кашмира, который в результате конфликта разделен армиями Пакистана и Индии на две части.

## История
В 1883 году была образована Хэтяньская непосредственно управляемая область (和阗直隶州). После Синьхайской революции и образования Китайской республики в 1920 году Хэтяньская непосредственно управляемая область была преобразована в Хэтяньский регион (和阗道), а в 1928 году — в Хэтяньский административный район (和阗行政区). В 1943 году Хэтяньский административный район был преобразован в Хэтяньский специальный район (和阗专区).
После образования КНР официальная китайская транскрипция названия «Хотан» в 1959 году была изменена с 和阗 на 和田. В 1971 году Специальный район Хотан был преобразован в Округ Хотан.
Решением Госсовета КНР от 7 января 2016 года Куньюй был выделен из состава округа Хотан в отдельный городской уезд, подчинённый непосредственно правительству Синьцзян-Уйгурского автономного района.

## Население
По состоянию на 2018 год в Хотане проживало 2,53 млн человек, в том числе 2,458 млн национальных меньшинств.
- уйгуры — 2 453 618
- ханьцы — 72 042
- хуэйцзу — 1 546
- таджики — 1 175
- киргизы — 1 087
- монголы — 155
- маньчжуры — 115
- казахи — 80
- сибо — 55
- узбеки — 38
- другие национальности — 631

## Административное деление
Округ делится на 1 городской уезд и 7 уездов:
|   |                |                |           |              |                                 |                                  |                         |               |                            |  |
| # | Статус         | Название       | Иероглифы | Пиньинь      | Уйгурский язык (арабский шрифт) | Уйгурский язык (латинский шрифт) | Население (2003, прим.) | Площадь (км²) | Плотность населения (/км²) |  |
| 1 | городской уезд | Хотан          | 和田市    | Hétián shì   | خوتەن شەھىرى                    | Hoten Shehiri                    | 270 000                 | 466           | 579                        |  |
| 2 | уезд           | Хотан          | 和田县    | Hétián xiàn  | خوتەن ناھىيىسى                  | Hoten Nahiyisi                   | 280 000                 | 41 403        | 7                          |  |
| 3 | уезд           | Каракаш (Моюй) | 墨玉县    | Mòyù xiàn    | قاراقاش ناھىيىسى                | Qaraqash Nahiyisi                | 440 000                 | 25 789        | 17                         |  |
| 4 | уезд           | Гума (Пишань)  | 皮山县    | Píshān xiàn  | گۇما ناھىيىسى                   | Guma Nahiyisi                    | 230 000                 | 39 742        | 6                          |  |
| 5 | уезд           | Лоп (Лопу)     | 洛浦县    | Luòpǔ xiàn   | لوپ ناھىيىسى                    | Lop Nahiyisi                     | 240 000                 | 14 314        | 17                         |  |
| 6 | уезд           | Чира (Цэлэ)    | 策勒县    | Cèlè xiàn    | چىرا ناھىيىسى                   | Chira Nahiyisi                   | 140 000                 | 31 688        | 4                          |  |
| 7 | уезд           | Керия (Юйтянь) | 于田县    | Yútián xiàn  | كېرىيە ناھىيىسى                 | Kériye Nahiyisi                  | 220 000                 | 39 095        | 6                          |  |
| 8 | уезд           | Ния (Миньфэн)  | 民丰县    | Mínfēng xiàn | نىيە ناھىيىسى                   | Niye Nahiyisi                    | 30 000                  | 56 760        | 1                          |  |

## Экономика
Важное значение имеет сельское хозяйство, активно развивается цветоводство (особенно выращивание роз). В округе расположены промышленный парк по добыче редких металлов, завод литиевой соли Xinjiang Nonferrous Metals Industry Group и швейная фабрика Hotan Teda Garment.

## Транспорт
Важное значение имеет Кашгар-Хотанская железная дорога. В 2021 году введена в эксплуатацию железная дорога Хотан — Чарклык (Жоцян).